# 일본 제국의 프랑스령 인도차이나 침공의 전투 서열
다음은 제2차 세계 대전에서 1940년 9월 22일~26일간 있었던 일본 제국의 프랑스령 인도차이나 침공의 전투 서열이다.

## 일본군

### 육군
- 제5사단 - 사단장: 나카무라 아케토 중장
  - 보병 제9여단
    - 보병 제11연대
    - 보병 제41연대

  - 보병 제21여단
    - 보병 제21연대
    - 보병 제42연대

  - 산포 제5연대
  - 기병 제5연대
  - 공병 제5연대
  - 치중병 제5연대
- 인도차이나 파견군 - 사령관: 니시무라 다쿠마 소장
  - 인도차이나 파견 보병단 - 소장 사쿠라다 다케시
  - 근위보병 제2여단 - 대령 오소노에 구니오
  - 인도차이나 파견 전차대 (전차 제14연대)
  - 인도차이나 파견 고사포대
  - 인도차이나 파견 통신대 - 소좌 기요미즈 다케오
  - 인도차이나 파견 자동차대
  - 인도차이나 파견 야전병원 - 군의소좌 오구치 와타

### 해군
다카스 시로 중장이 이끄는 지나방면함대 소속 제2견지함대가 IC 혹은 후(ふ)호 작전에서 해군부대를 지휘하였다.
- IC/후(ふ)호 작전부대 직할
  - 기함 쵸카이
  - 보급부대
- 제1호위대/제3수뢰전대 - 후지타 긴타로
- 제2호위대/제1수뢰전대 - 가와세 시로
- 초계부대/제5구축대 - 사토 야스오 중좌
- 기동부대/제8전대 - 고토 에이지
- 함상기부대/제2항공전대 - 도즈카 미치타로
- 수상기부대/가미카와마루 - 안도 에이지 함장
- 남지 항공부대/제3연합항공대 - 데라오카 긴페이
- 하이난섬 부대/하이난 근거지대 - 후쿠다 료조
- 히류 비행기대
  - 전투기대 (96식 함상전투기)
  - 폭격기대 (94식 함상폭격기)
  - 공격기대 (96식 함상공격기)

## 비시 프랑스

### 육군
- 주인도차이나 비시 프랑스군 본부 - 하노이 (육군 군단장 모리스 마틴)
- 해안방어대 - 하이퐁
- 제2여단 - 랑선 구역( 여단장 제르맹 메네라)
  - 5개 보병대대:
    - 제3통킹인티라이외르연대(통킹 소총대), 1대대 (RTT)
    - 제5외인보병연대(프랑스어판), 2대대 (REI)
    - 제9식민지보병연대, 1대대 (RIC)
    - 2개 대대 불명

  - 전차단
  - 75 mm 포병단
  - 155 mm 포대

각 지역별
- 제3통킹인티라이외르연대, 2대대
  - 1개 중대 - 탓케(베트남어판)
  - 2개 중대 - 남꽝
  - 1개 소대 - 치마
  - 그 외의 중대 - 록빈
- 제9식민지보병연대
  - 일부 부대 - 나즈엉(베트남어판)

예비대
- 제3통킹인티라이외르연대, 4대대 - 동당을 향한 반격대
- "fresh battalions" - 랑장과 랑낙의 대대는 랑선에서 하노이로 가는 길을 막았다

### 공군
groupe aérien autonome
→자율비행전대
groupe aérien mixte
→혼성비행전대
escadrille d'observation
→관측비행대대
escadrille de bombardement
→폭격비행대대
escadrille de chasse
→전투비행전대
- 제41자율비행전대
  - 제1관측비행대대(포테즈 25) - 푸르사트
  - 제2폭격비행대대(파먼 221 4기) - Tong
- 제42자율비행전대
  - 제1관측비행대대(포테즈 25) - 푸르사트
  - 제2폭격비행대대(포테즈 542 6기) - 비엔호아
- 제595혼성비행전대
  - 제1관측비행대대(포테즈 25) - 박마이
  - 제2전투비행대대(모란 소니에 406 12기) - 박마이
- 제596혼성비행전대
  - 제1관측비행대대(포테즈 25) - 토우라네
- 남부기지사령부 (Commandement des bases du Sud)
  - 제1비행대대 Cat Lai
루아르 130 10기
CAMS 37 2기
CAMS 55 2기

위의 공군 전력에 더하여 인도차이나의 해군 수상기가 바이짜이의 새구역에 집중되었다:
- 해군 수상기과 (Section d'hydravions de la Marine (SHM))
루아르 130 1기
포테즈 452 2기
구르두 르쇠르 832 4기

## 참고
1. ↑  戦史叢書79 1975, 195–199쪽.

- “Vichy Indo-China vs Japan, 1940” (영어). 2021년 1월 2일에 확인함.
- “September 1940”. Sino-Japanese Air War 1937 – 1945 (영어). 2021년 1월 2일에 확인함.
- Ehrengardt, Christian-Jacques (2003). 《Ciel de feu en Indochine, 1939–1945》. Aéro Journal (프랑스어) 29 1판. 4–26쪽.
- d'Abzac-Epezy, Claude (1997). 《L'Armée de l'air de Vichy, 1940–1944》 (프랑스어). Service historique de l'Armée de l'air.
- 防衛研究所戦史室 (1975년 1월). 《中國方面海軍作戦＜2＞》. 戦史叢書 (일본어) 79. 朝雲新聞社.